# Наслідування з таблицею для кожного конкретного класу (шаблон проєктування)
Наслідування з таблицею для кожного конкретного класу (англ. Concrete Table Inheritance) — шаблон проєктування, який пропонує зберігати ієрархію наслідування класів в окремих таблицях.

## Опис
Оскільки реляційні бази даних не підтримують наслідування, потрібно придумати спосіб відображення такої ієрархії в сховищі.
Одним із рішень буде зберігати кожний клас в окремій таблиці. Тоді колонками у таких таблицях будуть усі поля всіх класів ієрархії.

## Застосування
- В Entity Framework даний підхід називається Table Per Concrete Type (TPC).

## Переваги та недоліки

### Переваги
- Усі поля таблиці відповідають усім колонкам. Таким чином легше сприймати зв'язок між таблицею та об'єктом
- Не потрібні складні запити, для отримання даних конкретного типу, всі значення знаходяться у таблиці
- Переміщення полів в дочірній чи батьківський клас не вимагає зміни структури таблиць

### Недоліки
- Важко завантажити у пам'ять ієрархію об'єктів різних типів
- Зміни у батьківських класах впливають на структури таблиць спадкоємців
- Первинні ключі можуть збігатись у різних класах ієрархії

## Реалізація
Нехай дана ієрархія об'єктів.
```
public
 
class
 
Player

{

    
public
 
string
 
Name
 
{
 
get
;
 
set
;
 
}

}

class
 
Footballer
 
:
 
Player

{

    
public
 
string
 
Club
 
{
 
get
;
 
set
;
 
}

}

class
 
Cricketer
 
:
 
Player

{

    
public
 
int
 
BattingAverage
 
{
 
get
;
 
set
;
 
}

}

```

Тоді у сховищі ці об'єкти представлятимуться окремими таблицями з усіма полями.
```
public
 
class
 
PlayerTable

{

    
public
 
string
 
Name
 
{
 
get
;
 
set
;
 
}

}

class
 
FootballerTable

{

    
public
 
string
 
Name
 
{
 
get
;
 
set
;
 
}

    
public
 
string
 
Club
 
{
 
get
;
 
set
;
 
}

}

class
 
CricketerTable

{

    
public
 
string
 
Name
 
{
 
get
;
 
set
;
 
}

    
public
 
int
 
BattingAverage
 
{
 
get
;
 
set
;
 
}

}

```